# Condado del Valle de Orizaba
El condado del Valle de Orizaba es un título nobiliario español creado por real decreto de 14 de febrero de 1627 y real despacho de 29 de marzo del mismo año, por el rey Felipe IV de España, a favor de Rodrigo de Vivero y Aberrucia, I vizconde de San Miguel, señor de Tecamachalco, en Nueva España, capitán general de las Filipinas y de Nueva Vizcaya.
Este título fue rehabilitado en 1919 por el rey Alfonso XIII de España a favor de Francisco Labayen y Carvajal. 

## Denominación
Su denominación hace referencia a la localidad de Orizaba, en el Estado de Veracruz, México.

## Condes del Valle de Orizaba

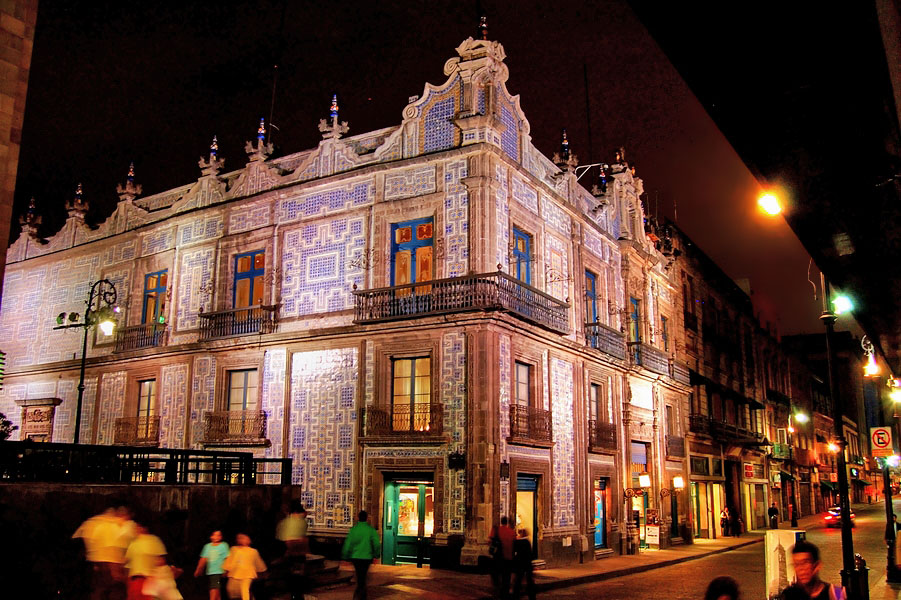
Palacio de los condes del Valle de Orizaba (conocido popularmente como Casa de los Azulejos), en la Ciudad de México

|                               | Titular                                                                  | Periodo               |
| Creación de Felipe IV         | Creación de Felipe IV                                                    | Creación de Felipe IV |
| ----------------------------- | ------------------------------------------------------------------------ | --------------------- |
| I                             | Rodrigo de Vivero y Aberrucia                                            | 1627-1636             |
| II                            | Luis de Vivero e Ircio de Mendoza                                        | 1636-1643             |
| III                           | Nicolás de Vivero y Suárez de Peredo                                     | 1643-1686             |
| IV                            | Luis Serrano y de Vivero                                                 | ¿?-1695               |
| V                             | José Serrano y de Vivero 1695-1696                                       |                       |
| VI                            | Nicolás Diego Suárez de Peredo Vivero y Velasco Altamirano               | 1696-1702             |
| VII                           | María Graciana de San Diego Altamirano de Velasco y Zaldívar de Castilla | 1702-1739             |
| VIII                          | Juan Antonio de Carvajal y Lancaster                                     | 1741-1745             |
| IX                            | José Javier Diego Suárez Peredo Vivero Hurtado de Mendoza                | 1745-1771             |
| X                             | José Hurtado de Mendoza y Malo de Villavicencio                          | 1771-1817             |
| XI                            | Andrés Hurtado de Mendoza y Gorráez                                      | 1818-1828             |
| Rehabilitado por Alfonso XIII |                                                                          |                       |
| XII                           | Francisco Labayen y Carvajal                                             | 1919-1923             |
| XIII                          | Ángel Francisco Labayen y Fernández-Villaverde                           | 1923-1977             |
| XIV                           | Francisco Labayen y de Latorre                                           | 1977-actual titular   |

## Historia de los condes del Valle de Orizaba
- Rodrigo de Vivero y Aberrucia (Nueva España, ca. 1564-Tecamachalco, 8 de diciembre de 1636), I conde del Valle de Orizaba[4] y I vizconde de San Miguel,[5] hijo de Rodrigo de Vivero y Velasco —hijo de Rodrigo de Vivero y de Antonia de Velasco—y de su esposa Melchora de Aberrucia y Pellicer, viuda del conquistador Alonso Valiente.[6][a]

Casó, en 1591, con Leonor de Ircio y Mendoza, hija de Carlos de Luna y Arellano, VII mariscal de Castilla, señor de Ciria y Borobia. Le sucedió su hijo:
- Luis de Vivero e Ircio de Mendoza (Cholula, ca. 1594-1643) II conde del Valle de Orizaba[1][10] y II vizconde de San Miguel.[5]

Contrajo un primer matrimonio, el 19 de marzo de 1613 en Tulancingo, con Graciana Suárez de Peredo y Acuña, también llamada Graciana de Acuña y Jaso (m. 1622). Casó, en segundas nupcias en 1631, con su parienta Catalina  Pellicer Aberrucia. Sin descendencia de este matrimonio.
De su primer matrimonio nacieron cinco hijos, entre ellos, a María de San Diego de Vivero y Suárez de Peredo (n. 1616), casada con Diego de Ulloa Pereyra y Bazán de quien no hubo descendencia. Antes de su matrimonio, María de San Diego tuvo tres hijos fruto de su relación con Nicolás de Velasco y Altamirano, entre ellos, a Nicolás Diego de Velasco y Vivero que fue el VI conde del Valle de Orizaba. El II conde del Valle de Orizaba también tuvo, antes de su primer matrimonio, en María de la Serna, a una hija, María Ana de Vivero y Mendoza, que fue legitimada por su padre y que contrajo matrimonio, en 22 de julio de 1634, con Rodrigo Serrano, padres de, entre otros, Luis Serrano y Vivero, IV conde del Valle de Orizaba, y a José Serrano y Vivero, V conde del Valle de Orizaba.
Le sucedió su hijo de su primer matrimonio:
- Nicolás de Vivero y Suárez de Peredo (20 de junio de 1618-10 de marzo de 1686), III conde del Valle de Orizaba[1][13] y III vizconde de San Miguel.[5]

Casó, en 1646 con Juana Urrutia de Vergara y Bastida Bonilla (m. 1701), sin descendencia. Le sucedió su sobrino, hijo de su media hermana, María Ana de Vivero y Mendoza, mencionada anteriormente como hija legitimada de su padre:
- Luis Serrano y de Vivero (m.junio de 1695), IV conde del Valle de Orizaba[1][15] y IV vizconde de San Miguel.[5]

Sucedió su hermano:
- José Serrano y de Vivero (m. ca. 1704) , V conde del Valle de Orizaba[1][16] y V vizconde de San Miguel.[5] Solamente disfrutó del condado durante un año debido al pleito promovido por el hijo natural de María de San Diego de Vivero y Suárez de Peredo y Nicolás de Velasco y Altamirano que le sucedió, en 1696, tras el fallo de la Real Audiencia a su favor:[17]

- Nicolás Diego Suárez de Peredo Vivero y Velasco Altamirano (junio de 1634- 23 de julio de 1702), VI conde del Valle de Orizaba,[1][18] VI vizconde de San Miguel,[19] teniente del Valle de Nopaluca, alcalde mayor de Tecali, de Santa Isabel del Monte y de Huehuetlán, teniente general de la provincia de Tepeaca, capitán de guerra en Orizaba y alcalde mayor de Tulacingo.[20]

Contrajo matrimonio, el 13 de mayo de 1674, con Isabel Francisca Zaldívar de Castilla (1655-1698). Le sucedió su hija:
- María Graciana de San Diego Altamirano de Velasco y Zaldívar de Castilla (también llamada María Graciana Suárez de Peredo Velasco Zaldívar y Castilla, María Graciana de Peredo Vivero y Velasco, y Graciana María Fernández de Velasco Vivero Osorio y Mendoza) (Tulalcingo, ca. 1683-Ciudad de México, 11 de noviembre de 1739), VII condesa del Valle de Orizaba[1][21] y VII vizcondesa de San Miguel.[19]

Casó, en 19 de mayo de 1695, en Puebla de los Ángeles, con José Javier Hurtado de Mendoza (m. Ciudad de México, 4 de marzo de 1740). En su testamento estipuló que su sucesor que su hijo menor debería sucederle en sus títulos. Su pariente, Juan Antonio de Carvajal y Lancaster Vivero Moctezuma, IV duque de Abrantes, puso pleito y obtuvo sentencia favorable el 17 de febrero de 1741 y sucedió en el título:
- Juan Antonio de Carvajal y Láncaster (Cáceres, 22 de mayo de 1688-1 de agosto de 1747), VIII conde del Valle de Orizaba,[1] VIII vizconde de San Miguel,[19] IV duque de Abrantes, V duque de Linares,[24] III conde de la Quinta de la Enjarada.[24] V conde de la Mejorada, conde de Portalegre, VI marqués de Valdefuentes, IV marqués de Sardoal y VI marqués de Puerto Seguro.[7]

Casó el 16 de septiembre de 1734, en Madrid, con Francisca de Paula de Zúñiga y Ramírez de Arellano (m. 13 de mayo de 1742), hermana del VI marqués de Aguilafuente. En 1745, después de llegar a un acuerdo y por real cédula del 6 de noviembre de 1745 del rey Felipe V, sucedió el hijo de la VII condesa del Valle de Orizaba.
- José Javier Diego Suárez Peredo Vivero Hurtado de Mendoza, también llamado José Javier Diego Hurtado de Mendoza y Altamirano Velasco (baut. 4 de noviembre de 1703-Ciudad de México, 21 de septiembre de 1771), IX conde del Valle de Orizaba[1][26] y IX vizconde de San Miguel.[19]

Casó en primeras nupcias, el 30 de junio de 1728, con Francisca Ignacia de Villanueva Souza y Castro (m. 1751), sin descendencia. Contrajo un segundo matrimonio, en la Ciudad de México el 25 de julio de 1751, con Josefa María Malo de Villavicencio y Castro (1733-1781). En 1771, sucedió el único hijo nacido de su segundo matrimonio:
- José Hurtado de Mendoza y Malo de Villavicencio (Ciudad de México, 27 de julio de 1752-Ciudad de México, 6 de enero de 1817), X conde del Valle de Orizaba[1][28] y X vizconde de San Miguel.[29]

Casó con María Ignacia Gorráez-Beaumont y Berrio (Ciudad de México, 5 de octubre de 1752-Ciudad de México, 30 de abril de 1820), hija de José Luis Teobaldo Gorráez-Beaumont y Luyando y de Rosa María de Berrio y Zaldívar. Le sucedió su hijo en 1818:
- Andrés Diego Hurtado de Mendoza y Gorráez (Ciudad de México, 21 de enero de 1779-Ciudad de México, 4 de diciembre de 1828), XI conde del Valle de Orizaba,[32]  XI vizconde de San Miguel,[29] III marqués de Ciria coronel de los reales ejércitos y gentilhombre de cámara del emperador Agustín de Iturbide en 1822.[32] Falleció el 4 de diciembre de 1828, asesinado durante el Motín de la Acordada.[32]

Casó, en la Ciudad de México, el 23 de marzo de 1801, con María de los Dolores Caballero de los Olivos y Rodríguez de Sandoval.
Tuvieron tres hijos, entre ellos a Agustín Hurtado de Mendoza y Caballero de los Olivos (Ciudad de México, 30 de julio de 1799-13 de abril de 1853) caballero maestrante de Ronda, general de brigada y alcalde de la Ciudad de México en 1838. Aunque fue conocido socialmente como el conde del Valle de Orizaba, no obtuvo real carta de sucesión. Contrajo matrimonio en la Ciudad de México el 24 de agosto de 1821 con María Loreto Paredes y Arrillaga. Fueron los padres, entre otros, de Antonio Hurtado de Mendoza Paredes (Ciudad de México, 22 de mayo de 1822-Sevilla, 16 de enero de 1890). Antonio Hurtado de Mendoza Paredes solicitó a la reina Isabel II la real carta de sucesión el 2 de diciembre de 1852 y el 16 de febrero e 1853, pidió al ministerio de Gracia y Justicia que le informaran sobre su petición sin recibir respuesta. El emperador Maximiliano, por orden del 22 de julio  de 1864, le concedió la facultad para usar los títulos de conde del Valle de Orizaba y vizconde de San Miguel. Contrajo matrimonio en Madrid, el 27 de mayo de 1864 con Gertrudis Enríquez de Sequera (Santander, ca. 1824-Ciudad de México, 6 de julio de 1865), dama de la Orden de María Luisa. Fueron padres de trillizos aunque solamente uno sobrevivió y los otros dos fallecieron junto a su madre el día después de su nacimiento.
«Como consecuencia de la vacancia don Francisco Eleuterio de Labayen y Ramos, IX conde consorte de la Quinta de Enjarada solicitó el 1 de febrero e 1918 la rehabilitación para su hijo don Francisco de Labayen y Carvajal, alegando ser éste, duodécimo nieto por línea materna de don Rodrigo de Vivero, abuelo paterno del primer titular».
Rehabilitado en 1919 por
- Francisco de Labayen y Carvajal (Madrid, 8 de octubre de 1899-Biarritz, 20 de febrer0 e 1975), XII conde del Valle de Orizaba.[32] [40] [41][42][43] Era hijo de Francisco Labayen y Ramos y de su esposa, Laura Carvajal y Jiménez de Molina, IX condesa de la Quinta de la Enjarada,[41]  hija de Ángel de Carvajal y Téllez-Girón Lancaster y Noronha Ramírez de Arellano, IX duque de Abrantes, y de su segunda esposa, Josefa Jiménez de Molina y Jiménez.[44]

Casó, en Madrid el 10 de marzo de 1922, con Isabel Fernández-Villaverde y Roca de Togores. Le sucedió, en 1976, su hijo:
- Ángel Francisco de Labayen y Fernández-Villaverde (San Sebastián, 31 de agosto de 1923-Madrid, 10 de marzo de 1995),[45] XIII conde del Valle de Orizaba,[32] [41][46] X conde de la Quinta de la Enjarada, diplomático, caballero de la Orden de Isabel la Católica, oficial de la Orden de Orange-Nassau y gran cruz del mérito civil.[45]

Contrajo matrimonio, en Madrid, el 20 de marzo de 1948,  con María del Carmen Latorre y Montalvo, hija de Manuel Latorre y Fernández de Heredia, marqués de Montemuzo. En 1977, por cesión, le sucedió su hijo:
- Francisco Labayen y de Latorre (La Habana, 30 de abril de 1949), XIV conde del Valle de Orizaba,[47] XII conde de la Quinta de la Enjarada.[41]y  caballero de la Orden de Malta.

Contrajo matrimonio, en Madrid, el 15 de noviembre de 1973, con María del Carmen López y Tartiere. Padres de: Carmen (n. Madrid, 18 de junio de 1975), casada en junio de 2001 con Stanislas Bellescie Bonneval; y de Laura de Labayen y López (Madrid, 24 de junio de 1976), casada con Raúl García Sanz.